# Elios Manzi
Elios Manzi (Mesina, 28 de marzo de 1996) es un deportista italiano que compite en judo. Ganó tres medallas de bronce en el Campeonato Europeo de Judo entre los años 2016 y 2024.

## Palmarés internacional
| Campeonato Europeo | Campeonato Europeo | Campeonato Europeo | Campeonato Europeo |
| Año                | Lugar              | Medalla            | Categoría          |
| ------------------ | ------------------ | ------------------ | ------------------ |
| 2016               | Kazán (Rusia)      | Medalla de bronce  | –60 kg             |
| 2022               | Sofía (Bulgaria)   | Medalla de bronce  | –66 kg             |
| 2024               | Zagreb (Croacia)   | Medalla de bronce  | –66 kg             |